# 裴良
裴 良（はい りょう、475年 - 535年）は、北魏から東魏にかけての官僚・軍人。字は元賓。本貫は河東郡聞喜県。

## 経歴
491年（太和15年）、奉朝請を初任とした。北中府功曹・参軍を歴任した。宣武帝の初年に南絳県令となり、しばらくして并州安北府長史に転じた。入朝して中散大夫となり、尚書考功郎中を兼ねた。
正光末年、汾州吐京胡の薛羽らが反乱を起こすと、裴良は尚書左丞を兼ね、西北道行台となった。別将の李徳龍が薛羽に敗れたため、裴良は汾州に入り、汾州刺史の汝陰王元景和や李徳龍とともに数千の兵を率いて、州城（蒲子城）に籠もって守った。反乱軍が連合して攻め寄せてきたため、行台の裴延儁や大都督の章武王元融や都督の宗正珍孫らが援軍として派遣されてきた。伍城郡の山胡の馮宜都・賀悦回成らが雲台の郊外に拠って北魏の官軍に抵抗すると、元融らは敗れた。反乱軍が勝利に乗じて汾州の州城を包囲すると、裴良は城を出て戦い、反乱軍を撃破して、戦場で賀悦回成を斬った。また諸胡を誘って馮宜都を斬らせ、その首級を送らせた。525年（孝昌元年）、山胡の劉蠡升が反乱軍をまとめて、勢力を盛り返すと、李徳龍は州城を放棄しようと提案したが、裴良は許さなかった。元景和が死去すると、裴良は行台のまま汾州刺史となり、輔国将軍の号を加えられた。都督の高防が来援したが、百里候で敗戦した。汾州の州城は糧食が不足しており、反乱軍の攻勢が激しさを増したため、裴良は城民を率いて西河に逃れ。汾州の治所を西河に移した。526年（孝昌2年）、南絳郡の蜀の陳双熾らが反乱を起こし、建始王を自称した。裴良は長孫稚や元珍孫らとともに陳双熾と対峙したが、勝利できなかった。裴良は汾州刺史の任を解かれ、慰勞使となった。太中大夫・河東郡中正に転じた。
孝荘帝の末年、光禄大夫の位を受けた。530年（永安3年）、爾朱栄が殺害され、爾朱天光が関西に駐屯すると、裴良は持節となり、仮の安西将軍・潼関都督となった。さらに尚書を兼ね、河東恒農河北宜陽行台となって爾朱天光に備えた。前廃帝のとき、征東将軍・金紫光禄大夫の位を受けた。まもなく衛将軍に転じ、さらに散騎常侍・車騎将軍・右光禄大夫の位を加えられ、驃騎将軍・左光禄大夫に転じた。533年（永熙2年）、汲郡太守に任じられた。使持節・驃騎大将軍・都督汲郡諸軍事を加えられた。534年（天平元年）、東魏の孝静帝が即位すると、裴良は御史中丞となった。10月、太府卿となった。535年（天平2年）7月、在官のまま死去した。享年は61。使持節・都督雍華二州諸軍事・吏部尚書・衛大将軍・雍州刺史の位を追贈された。諡は憲といった。さらに重ねて侍中・驃騎大将軍・尚書僕射の位を贈られた。

## 宗族

### 祖父
- 裴万虎（北魏の河北郡太守）

### 父
- 裴保歓（北魏の秀才、早逝した）

### 姉妹
- 裴氏（李琰之にとついだ）

### 夫人
- 河東柳氏（北魏の秦州主簿柳仲起の娘。子がなく早逝した）
- 天水趙氏（478年 - 556年、北魏の隴西天水二郡太守趙煦（字は賓育、趙芬の祖父）の娘。鄴で死去し、裴良墓のそばに合葬された）

### 男子
- 裴懇（504年 - 528年、字は建扶、北魏の孝明帝のときに宮中に宿直した。夫人は天水姜氏）
- 裴誕（508年 - 552年、字は仲叡、征虜将軍・中散大夫、夫人は鄭令仲の娘）
- 裴子昇（509年 - 530年、字は仲仙、荊州衛軍府外兵参軍、夫人は李琰之の娘）
- 裴子通（510年 - 590年、字は叔霊、北斉の驃騎大将軍・太中大夫、夫人は安定王元超（元燮の子）の娘）
- 裴子祥（510年 - ?、字は叔祉、東魏の司空右長史）
- 裴子休（513年 - 585年、字は季祥、隋の使持節・儀同大将軍・懐戎県子）
- 裴子闡（516年 - ?、字は季猷、鎮西将軍・徐州道行台郎中・郢州別駕）
- 裴輔翼（527年 - ?、開府参軍事）

### 女子
- 裴絳輝（500年 - ?、鎮遠将軍・歩兵校尉の鄭長休にとついだ）
- 裴玉輝（505年 - ?、衛将軍・右光禄大夫の杜穆にとついだ）
- 裴琰輝（518年 - ?、散騎侍郎・平南将軍の李慎にとついだ）

## 伝記資料
- 『魏書』巻69 列伝第57
- 『北史』巻38 列伝第26
- 裴使君墓誌銘（裴良墓誌）